# Натори
Натори (яп. 名取市 Натори-си) — город в Японии, находящийся в префектуре Мияги. Площадь города составляет 97,76 км², население — 75 740 человек (31 июля 2014), плотность населения — 774,75 чел./км².

## Географическое положение
Город расположен на острове Хонсю в префектуре Мияги региона Тохоку. С ним граничат города Сендай, Иванума и посёлок Мурата.

## Население
Население города составляет 75 740 человек (31 июля 2014), а плотность — 774,75 чел./км². Изменение численности населения с 1980 по 2005 годы:
| 1980 | 49 715 чел. |  |
| 1985 | 50 897 чел. |  |
| 1990 | 53 732 чел. |  |
| 1995 | 61 993 чел. |  |
| 2000 | 67 216 чел. |  |
| 2005 | 68 662 чел. |  |

## Символика
Деревом города считается Pinus thunbergii, цветком — Prunnus persica.

## Города-побратимы
- Каминояма, Япония (1978)
- Гуарарапис, Бразилия (1979)
- Сингу, Япония (2008)